# 陳瑞演
陳瑞演（1983年1月18日—），韓國女演員，常見譯名「陳瑞妍」，另錯譯為「京熙妍」。

## 演藝經歷
陳瑞演以廣告模特兒身份出道，於2007年開始正式出演電視劇和電影，但一直只出演日日劇及週末劇的配角角色，知名度並不高。至2018年，她出演電影《毒戰》，憑藉精湛演繹一個重度吸毒成癮者，令她首度獲觀眾注意。同年，她憑該角色獲得第55屆大鐘獎女配角獎。
2024年陈瑞演主演的电影《没事，没事，没事！》获得第74屆柏林影展新生代儿童单元最佳影片水晶熊奖。

## 個人生活
2014年5月與在德國工作的室內裝飾設計師李昌原結婚，並於婚後與丈夫長居德國。結婚4年後，於2018年誕下兒子。

## 演出作品

### 電視劇
- 2003年：MBC《Non-Stop 4》
- 2007年：MBC《瑪莉大九攻防戰》飾演 金永美
- 2007年：OCN《電視電影：夏娃的誘惑（朝鲜语：이브의 유혹）－好老婆》飾演 仁愛
- 2007年：OCN《醫療妓房榮華館（朝鲜语：메디컬 기방 영화관）》飾演 丹菲
- 2007年：MBC《New Heart》飾演 韓秀珍
- 2008年：KBS《傳說的故鄉－還鄉女》飾演 呂仁
- 2010年：MBC《越看越可愛》飾演 荷胤
- 2011年：tvN《Manny》飾演 申基路
- 2013年：SBS《黃金帝國》飾演 鄭有珍
- 2013年：SBS《熱愛》飾演 姜文姬
- 2014年：MBC《說出你的願望》飾演 崔瑞珍（特別演出）
- 2015年：MBC《輝煌或瘋狂》飾演 琴善
- 2015年：MBC《夏娃的愛情》飾演 陳賢雅／凱莉·韓
- 2020年：OCN《如實陳述》飾演 黃荷英
- 2021年：SBS《One the Woman》飾演 韓成惠
- 2023年：ENA《幸福對決》飾演 宋誼雅
- 2024年：Coupang Play《家族计划》饰演 安素珍（特别出演）

### 電影
- 2008年：《Romantic Island（朝鲜语：로맨틱 아일랜드）》飾演 山多娜
- 2012年：《創可貼》飾演 荷胤
- 2018年：《毒戰》飾演 寶玲
- 2022年：《夜叉：浴血諜戰》飾演 蓮熙
- 2022年：《界限》飾演 洪妍珠
- 2023年：《没事，没事，没事！》饰演 雪娥[9]

### 綜藝/真人秀
- 2024年：《鋼鐵少女團》主演（與UEE、薛仁雅、朴柱炫)

### 话剧
- 2024年：《Closer》饰演 安娜[10]

### MV
- 2003年：815 Band《I love You》
- 2004年：朴孝信《因為是個普通男人》（그 흔한 남자여서）
- 2006年：As One《十二夜》（십이야）
- 2009年：玻璃箱子《坏人》（나쁜사람）
- 2018年：朴孝信《別 時》（별 시）
- 2019年：Epik High（ft. CRUSH）《Lovedrunk》

## 獲獎
- 2018年：第55屆大鐘獎－女配角獎
- 2018年：第39屆青龍電影獎－人氣明星獎
- 2018年：第5屆韓國電影製作人協會獎－女配角獎
- 2018年：第7屆韓國最佳明星獎－最佳配角獎
- 2019年：第10屆年度電影獎－女配角獎
- 2021年：SBS演技大獎－迷你劇浪漫及喜劇部門 女子優秀演技獎（《One the Woman》）

## 外部連結
- 陳瑞演的Instagram帳戶
- 陳瑞演在NAVER上的资料
- 陳瑞演在Daum上的资料